# International Behavioural and Neural Genetics Society
 (août 2023).
Le International Behavioural and Neural Genetics Society (IBANGS) a été fondée en 1996. L'objectif de l'IBANGS est de «promouvoir le domaine de la neurogénétique».

## Profil

### Mission
La mission d'IBANGS est de promouvoir le domaine de la neurogénétique comportementale par :
- l'organisation de réunions annuelles[3],[4],[5] afin de promouvoir l'excellence dans la recherche sur le neurogénétique comportementale,
- la publication d'une revue scientifique, Genes, Brain and Behavior, en collaboration avec Wiley-Blackwell[6],[7].

## Prix
Chaque année l'IBANGS reconnaît des scientifiques de haut niveau dans le domaine de la neurogénétique comportementale avec, :
- L'«IBANGS Distinguished Investigator Award» pour des contributions éminentes à la neurogénétique comportementale,
- l'«IBANGS Young Scientist Award» pour des jeunes scientifiques prometteurs,
- le «Travel Awards» pour pouvoir assister à une réunion annuelle de l'IBANGS pour étudiants, post-doctorants et jeunes professeurs, financé par une subvention du National Institute on Alcohol Abuse and Alcoholism[10],[11],[12].

Une «Distinguished Service Award» pour une contribution exceptionnelle au domaine est donnée sur une base plus irrégulière.

## Histoire
IBANGS a été fondée en 1996 en tant que European Behavioral and Neural Genetics Society, avec Hans-Peter Lipp comme président fondateur. Le nom et la portée d'EBANGS ont été modifiées en "International" pendant la première réunion de la société à Orléans en 1997,. IBANGS est un membre fondateur de la Federation of European Neuroscience Societies. L'actuel présidente est Karla Kaun (2022-2025), les individus suivants ont présidé de la société : 
- Judy Grisel (2021–2024)

- Karl J. Clark (2020–2022)
- Cathy Fernandez (2019–2020)
- Catharine Rankin (2018–2019)
- Marissa Ehringer (2017–2028)
- Elissa J. Chesler (2016–2017)
- Leo Schalkwyk (2015–2016)
- Lisa Tarantino (2014–2015)
- Abraham Palmer (2013–2014)
- Josh Dubnau (2012–2013)
- Mary-Anne Enoch (2011–2012)
- Richard Brown (2010–2011)
- Jacqueline Crawley (2009–2010)
- Christopher Janus (2008–2009)
- Dan Goldowitz (2007–2008)
- Tamara J. Phillips (2006–2007)
- Hee-Sup Shin (2005–2006)
- Robert W. Williams (2004–2005)
- Mara Dierssen (2003–2004)
- John C. Crabbe (2002–2003)
- Fred van Leuven (2001–2002)
- Douglas Wahlsten (2000–2001)
- Wim E. Crusio (1999–2000)
- Hans-Peter Lipp (1996–1999)